# ツルネ -風舞高校弓道部-
『ツルネ -風舞高校弓道部-』（ツルネ かぜまいこうこうきゅうどうぶ）は、綾野ことこによる日本のライトノベル。イラストは森本ちなつが担当している。 KAエスマ文庫（京都アニメーション）より2016年12月から刊行されている。第7回京都アニメーション大賞小説部門審査員特別賞を受賞した（受賞時のタイトルは「夜多の森弓道場」）。2018年10月からテレビアニメ化され、2022年8月には、『劇場版ツルネ ―はじまりの一射―』が公開された。

## ストーリー
鳴宮湊は、「あること」が原因で中学最後の弓道部の試合で負けてから弓道を辞め、風舞高校に進学する。だが、「夜多の森（やたのもり）弓道場」で凄腕の射手滝川雅貴と知り合ったのをきっかけに再び弓道に向き合うことを決め、風舞高校弓道部に入部する。湊は「あること」を克服する方法を探し、仲間たちと県大会優勝を目指す。

## 登場人物
声の項はテレビアニメ版の声優。

### 風舞高校弓道部
湊の家の近くにある公立高校。
鳴宮 湊（なるみや みなと）
声 - 上村祐翔
本作の主人公。風舞高校1年生。母と見た弓道に魅せられ、小学生のころ弓道をはじめた。中学生最後の試合に早気にかかってしまい、それが原因で試合は敗退。そのため、高校に入ってからは弓道から離れようとしていた。しかし、雅貴と出会ったことがきっかけでやり直そうと決心し、弓道部に入部する。小学6年生のときに母親を交通事故で亡くし、現在は父親と二人暮らし。静弥とは幼馴染で親友。
竹早 静弥（たけはや せいや）
声 - 市川蒼
風舞高校1年生。湊の幼馴染で親友。弓道部部長。面倒見が良く大人びた性格だが、湊が絡むと冷静さを欠くこともある。湊とその母親の交通事故を目撃しており、その事もあってか、湊の怪我に対して敏感。湊を追いかけて私立の高校から県立高校に移籍するなど、過保護な面をみせている。普段は眼鏡をかけているが、弓を引くときはコンタクトにしている。
山之内 遼平（やまのうち りょうへい）
声 - 鈴木崚汰
風舞高校1年生。大柄で人懐っこい明るい性格。湊と静弥とは、小学校時代を共に過ごしていた。小学5年生で転校したが、高校で湊たちと再会する。中学の選択科目で弓道を経験しているが、部員の中では弓道の経験が最も浅い。
如月 七緒（きさらぎ ななお）
声 - 矢野奨吾、種﨑敦美（小学生）
風舞高校1年生。海斗のいとこ。校内にファンクラブが存在するほど女子に人気がある。「メッハー」という独特の挨拶をする。派手な見た目で軽い男に見えるが、物事を冷静に判断する思慮深さを持つ。
小野木 海斗（おのぎ かいと）
声 - 石川界人、小清水亜美（小学生）
風舞高校1年生。弓道に真剣に取り組んでいるため、一度弓道から逃げた湊に何かとつっかかる。性格や物言いがかなりきつく、協調性があるとはいいがたい。動物に懐かれやすい。
森岡 富男（もりおか とみお）
声 - 鈴木勝美
現弓道部員達が入学したのと同じ年度に風舞高校に赴任して来た年配の教諭で、弓道部顧問。愛称は「トミー先生」。長らく休止中だった弓道部を再興した。風貌や性格が好好爺然としており、腰痛のため弓を引く機会は少ないが、「鬼の射手」と称されている。弓道六段。
白菊 乃愛（しらぎく のあ）
声 - 七瀬彩夏
県大会に出場するが熱を出して実力を発揮できないでいた。名家の令嬢でお嬢様言葉で話す。
妹尾 梨可（せお りか）
声 - 大地葉
長身、ショートヘアのボーイッシュな女子。
花沢 ゆうな（はなざわ ゆうな）
声 - 島袋美由利
女子部員のリーダー的存在。

### 桐先高校弓道部
私立中高一貫校の弓道部。
藤原 愁（ふじわら しゅう）
声 - 小野賢章
桐先高校1年生。祖父がイギリス人。貴族の血を引く家系で華やかで風格のある射をし、周囲から「貴公子」と呼ばれている。湊と静弥とは中学時代のチームメイト。
本村 宏樹（もとむら ひろき）
声 - 寺島拓篤
桐先高校3年生。弓道部主将。遼平と図書館で会った際に早気について聞かれ、中崎を紹介した。
佐瀬 大悟（させ だいご）
声 - 宮崎遊
桐先高校3年生。
菅原 千一（すがわら せんいち）
声 - 小林裕介
桐先高校1年生。万次とは双子。早気のことを煽ったりするが、弓を引く時、中るが引くのが早い。
菅原 万次（すがわら まんじ）
声 - 天﨑滉平
桐先高校1年生。千一とは双子。千一と同様煽ったりすることが多い。
椛島（かばしま）
声 - 金子誠
湯島（ゆしま）
声 - 猪股慧士

### 辻峰高校弓道部
風舞、桐先とは違う県にある公立高校。射型も風舞、桐先とは違う斜面打起し(日置流印西派)。
二階堂永亮（にかいどう えいすけ）
声 - 福山潤
辻峰高校2年生。指導者のいない弓道部を一人でまとめあげ地元県大会で優勝した。湊と同じ桐先中学弓道部の先輩。一見愛想がいいが、湊と愁をつぶしたいという暗い感情を秘めている。
不破晃士郎（ふわ こうしろう）
声 - 近藤孝行
樋口柊馬（ひぐち とうま）
声 - 広瀬裕也
荒垣黎司（あらがき れいじ）
声 - 梅原裕一郎
大田黒賢有（おおたぐろ けんゆう）
声 - 阿座上洋平

### その他
滝川 雅貴（たきがわ まさき）
声 - 浅沼晋太郎
夜多神社の神職で、湊が夜多の森弓道場で出会った男性。その後、森岡顧問に請われて風舞高校弓道部コーチに就任。「マサさん」と呼ばれる。弓道の腕は超一級で見目麗しいが、何かとオヤジ臭い。「フウ」というフクロウを飼っている。祖父は厳しい人物だった。
滝川 蓮（たきがわ れん）
声 - 保村真
雅貴の義理の兄で、絵本作家。カメラマンはその取材用の姿である。雅貴からは「蓮」と呼ばれている。
西園寺先生（さいおんじせんせい）
声 - 久保田民絵
湊と愁の師匠。雅貴の祖父と知り合いで弓道の権威者だったが、最近は公の場にも滅多に出ていない。
中崎（なかざき）
声 - 石井康嗣
中崎弓具店の店主。
二階堂　茂幸（にかいどう　しげゆき）
声 - 遠藤大智
二階堂 永亮の叔父。数少ない斜面打起し、日置流印西派の射手。

## 用語
弦音（つるね）
矢を放った際、弦が弓を打つと鳴る音。同じ人物が同じ矢を使用しても鳴らないことがあり、天気や射手の状態の影響を受けやすい。
体配（たいはい）
射場に入場し、弓矢を構え、矢を放ち、射場を退場するまでの基本になる一連の所作や姿勢
手の内
弓を構える際に持つ部分(握り部)の握り方
かつては多くあった流派ごとにその握り方が異なり、「～を探る」「～を明かさない」などは、弓道の手の内がルーツと言われる
立（たち）
試合における対戦回数の単位（バスケットなどに於ける「第1クオーター」などの感覚に近い）。「一立（ひとたち）ニ立（ふたたち）...」と数え、最大でも五立（４本×五立＝２０射）の場合が多い。試合の勝敗は立ごとの勝敗数、または全ての立の合計的中数によって決まる、どちらの場合かは試合形式により異なる。一立で引く矢数は四矢であるが、合計の的中数や勝敗数が同じの場合、競技により、もう一立行うほか、一手競射・一本競射・遠近競射・射詰め競射などによって勝敗を決する。
皆中（かいちゅう）
放たれた全ての矢が的に命中すること。一立で四矢（よつや）全て中てた場合このように言う。
試合の際などはチームメイトや対戦相手、観客などが拍手を送る事もある。
一手（ひとて）
一度に引く矢数が2本であること。甲矢（はや）・乙矢（おとや）で一組であり、必ずこの組み合わせで持って射位に入る。四矢の場合は甲矢と乙矢を二組持って射位に入る。試合に於いて一手競射になった場合、二本とも的に的中することを「一手皆中」という。
本座・射位
弓を引く際の立ち位置。まず本座に立ち（座り）、的に向かって「揖（ゆう）＝一礼」をした後、三または五歩で射位へ進み立つ（座る）。この時的に向かって体を横向きに、射位が体の中心にくるように立つ。これが射法八節の「足踏み」となる。
弓返り（ゆがえり）
離れで弦から手を放した際、弓が手の内を軸に回転し弦が手の甲側へ回転すること。
手の内が正しく、最後まで崩れず、正しい体配で弓を引けていると綺麗に弓返りし、未熟であるほど上手く弓返りしないとされる。
早気（はやけ）
自分の意思に反して、「会」（「射法八節」内解説を参照）まできて間もなく弦を放してしまい、十分に伸び合う（会の状態を保つ）ことができずに矢を放ってしまうこと。射手として深刻な病でイップスに似ているという。

## 既刊一覧
- 綾野ことこ（著）・森本ちなつ（イラスト） 『ツルネ -風舞高校弓道部-』 KAエスマ文庫〈京都アニメーション〉、既刊3巻（2022年8月19日現在）
  1. 2016年12月26日初版発行（同日発売[14]）、ISBN 978-4-907064-59-4
  2. 2018年2月9日発売[15]、ISBN 978-4-907064-77-8
  3. 2022年8月19日発売[16]、ISBN 978-4-910052-29-8

## テレビアニメ
第1期は2018年10月22日から2019年1月21日までNHK総合テレビにて放送された。のちに映画化を記念して、2022年4月から6月にかけて、TOKYO MX、朝日放送テレビ、BS11でも放送された。
第2期『ツルネ -つながりの一射-』は2023年1月から3月までTOKYO MXほかにて放送された。

### スタッフ
|                      | 第1期                        | 第2期                        |
| -------------------- | ---------------------------- | ---------------------------- |
| 原作                 | 綾野ことこ                   | 綾野ことこ                   |
| 原作イラスト         | 森本ちなつ                   | 森本ちなつ                   |
| 監督                 | 山村卓也                     | 山村卓也                     |
| シリーズ構成         | 横手美智子                   | 横手美智子                   |
| キャラクターデザイン | 門脇未来                     | 門脇未来                     |
| 総作画監督           | 丸木宣明                     | 丸木宣明                     |
| 美術監督             | 落合翔子                     | 落合翔子                     |
| 3D美術               | 篠原睦雄                     | 篠原睦雄                     |
| 色彩設計             | 秦あずみ                     | 秦あずみ                     |
| 小物設定             | 唐田洋                       | 唐田洋                       |
| 撮影監督             | 船本孝平                     | 船本孝平                     |
| 3D監督               | 山本倫                       | 山本倫                       |
| スーパーバイザー     | 武本康弘                     |                              |
| 編集                 | 重村建吾                     | 重村建吾                     |
| 音響監督             | 鶴岡陽太                     | 鶴岡陽太                     |
| 音楽                 | 富貴晴美                     | 横山克                       |
| 音楽制作             | ランティス、ハートカンパニー | ランティス、ハートカンパニー |
| プロデューサー       | 中村伸一、鈴木めぐみ、斎藤滋 | 中村伸一、鈴木めぐみ、斎藤滋 |
| プロデューサー       | 髙島龍平                     | 山本早希子、安井一成         |
| 企画プロデューサー   | 八田英明                     | 八田英明                     |
| アニメーション制作   | 京都アニメーション           | 京都アニメーション           |
| 製作                 | ツルネ製作委員会             | ツルネII製作委員会           |

### 主題歌
「Naru」
ラックライフによる第1期オープニングテーマ。作詞・作曲はPON、編曲は本間昭光とラックライフ。
「オレンジ色」
ChouChoによる第1期エンディングテーマ。作詞・作曲は藤井万利子、編曲は村山☆潤。
「℃」
ラックライフによる第2期オープニングテーマ。作詞・作曲はPON、編曲はラックライフ。
「ヒトミナカ」
丁の作詞・作曲・編曲・歌による第2期エンディングテーマ。
「風のソルフェ」
ChouChoによる第1期第10話挿入歌。作詞・作曲はChouCho、編曲は村山☆潤。

### 各話リスト
| 話数 | サブタイトル                     | 脚本                             | 絵コンテ                         | 演出                             | 作画監督                            | 初放送日                         |                                  |                                  |                                  |                                  |                                  |                                  |                                  |                                  |                                  |                                  |                                  |                                  |                                  |                                  |                                  |                                  |                                  |                                  |
| 第1期『ツルネ -風舞高校弓道部-』 | 第1期『ツルネ -風舞高校弓道部-』 | 第1期『ツルネ -風舞高校弓道部-』 | 第1期『ツルネ -風舞高校弓道部-』 | 第1期『ツルネ -風舞高校弓道部-』 | 第1期『ツルネ -風舞高校弓道部-』    | 第1期『ツルネ -風舞高校弓道部-』 | 第1期『ツルネ -風舞高校弓道部-』 | 第1期『ツルネ -風舞高校弓道部-』 | 第1期『ツルネ -風舞高校弓道部-』 | 第1期『ツルネ -風舞高校弓道部-』 | 第1期『ツルネ -風舞高校弓道部-』 | 第1期『ツルネ -風舞高校弓道部-』 | 第1期『ツルネ -風舞高校弓道部-』 | 第1期『ツルネ -風舞高校弓道部-』 | 第1期『ツルネ -風舞高校弓道部-』 | 第1期『ツルネ -風舞高校弓道部-』 | 第1期『ツルネ -風舞高校弓道部-』 | 第1期『ツルネ -風舞高校弓道部-』 | 第1期『ツルネ -風舞高校弓道部-』 | 第1期『ツルネ -風舞高校弓道部-』 | 第1期『ツルネ -風舞高校弓道部-』 | 第1期『ツルネ -風舞高校弓道部-』 | 第1期『ツルネ -風舞高校弓道部-』 | 第1期『ツルネ -風舞高校弓道部-』 |
| --- | -------------------------------- | -------------------------------- | -------------------------------- | -------------------------------- | ----------------------------------- | -------------------------------- | -------------------------------- | -------------------------------- | -------------------------------- | -------------------------------- | -------------------------------- | -------------------------------- | -------------------------------- | -------------------------------- | -------------------------------- | -------------------------------- | -------------------------------- | -------------------------------- | -------------------------------- | -------------------------------- | -------------------------------- | -------------------------------- | -------------------------------- | -------------------------------- |
| 第一話 | 少年は矢庭に                     | 横手美智子                       | 山村卓也                         | 山村卓也                         | 丸木宣明 門脇未来                   | 2018年 10月22日                  |                                  |                                  |                                  |                                  |                                  |                                  |                                  |                                  |                                  |                                  |                                  |                                  |                                  |                                  |                                  |                                  |                                  |                                  |
| 高校に入学した鳴宮湊は部活には入らないと決めていた。だが弓道部の顧問の森岡富男に入部を勧められる。湊は友人の竹早静弥、山之内遼平としぶしぶ説明会に参加。湊は久しぶりに弓を引くが、早気を起こして的に当てられない。逃げるように学校を飛び出した湊は、夜の神社から聞こえる物音に足を止める。神社の中の夜多の森弓道場では、一人的を射る若い男がいた。湊はその美しい射に見とれる。 |                                  |                                  |                                  |                                  |                                     |                                  |                                  |                                  |                                  |                                  |                                  |                                  |                                  |                                  |                                  |                                  |                                  |                                  |                                  |                                  |                                  |                                  |                                  |                                  |
| 第二話 | 矢も楯も堪らず                   | 横手美智子                       | 山村卓也                         | 藤田春香                         | 明見裕子 高瀬亜貴子                 | 10月29日                         |                                  |                                  |                                  |                                  |                                  |                                  |                                  |                                  |                                  |                                  |                                  |                                  |                                  |                                  |                                  |                                  |                                  |                                  |
| 湊は射手の滝川雅貴に会うため、弓道場を訪ねるようになる。滝川は一万射を目指して弓を引いていた。弓道部では来月の県大会予選の話になるが、静弥は団体戦への出場を希望し、湊を誘うが拒否される。湊は滝川に早気で悩んでいることを打ち明ける。滝川も高校3年の時早気になったことを語り、「弓は仲間と引くもの」と教える。夕方弓道場を訪ねた湊は、滝川は1年前に亡くなっていると聞き驚く。その夜、弓道場にいた滝川を幽霊と思い込んだ湊は「マサさんの射が好きだから消えないで」と懇願するが、亡くなった人物は人違いとわかる。滝川は最後の一万射を湊に引かせる。湊は滝川と弓道を辞めないと約束する。 |                                  |                                  |                                  |                                  |                                     |                                  |                                  |                                  |                                  |                                  |                                  |                                  |                                  |                                  |                                  |                                  |                                  |                                  |                                  |                                  |                                  |                                  |                                  |                                  |
| 第三話 | 出会いの矢先                     | 吉野弘幸                         | 山村卓也                         | 武本康弘                         | 角田有希                            | 11月5日                          |                                  |                                  |                                  |                                  |                                  |                                  |                                  |                                  |                                  |                                  |                                  |                                  |                                  |                                  |                                  |                                  |                                  |                                  |
| 湊は今までの態度を謝罪し、弓道部に入部する。静弥たちは歓迎するが、生真面目な海斗は反発する。遼平は早気を治す方法を調べ、弓具店店主から早気に悩んだ知り合いの日記を譲ってもらう。湊は滝川から早気を治すための記録ノートを譲られ、朝練をはじめた。遼平と七緒は、海斗と湊を和解させるため、海斗を早朝学校に呼び出す。道場が毎日掃除されているのを不審に思った白菊たち女子部員も集まる。湊は静弥に弓が本当に好きだからプライドを捨てて戻ってきたと語る。隠れて話を聞いた海斗は遼平にも説得され、しぶしぶ湊を部員と認める。団体戦出場を控え、富川はコーチを紹介。あらわれたのは滝川だった。 |                                  |                                  |                                  |                                  |                                     |                                  |                                  |                                  |                                  |                                  |                                  |                                  |                                  |                                  |                                  |                                  |                                  |                                  |                                  |                                  |                                  |                                  |                                  |                                  |
| 第四話 | 合わない筈                       | 横手美智子                       | 澤真平                           | 澤真平                           | 丸子達就 明見裕子                   | 11月12日                         |                                  |                                  |                                  |                                  |                                  |                                  |                                  |                                  |                                  |                                  |                                  |                                  |                                  |                                  |                                  |                                  |                                  |                                  |
| 滝川がコーチになったのを喜ぶ海斗は、他の部員に厳しく当たるようになる。滝川は森岡も加えて5対5の模擬試合を行う。結果、男子部員5人が負けて「下僕」になる。滝川の神社の弓道場で3日間の合宿がはじまる。滝川は海斗と湊に介添えをさせて、合宿の無事を願う「矢渡し」を行う |                                  |                                  |                                  |                                  |                                     |                                  |                                  |                                  |                                  |                                  |                                  |                                  |                                  |                                  |                                  |                                  |                                  |                                  |                                  |                                  |                                  |                                  |                                  |                                  |
| 第五話 | 矢の使いで                       | 横手美智子                       | 石立太一 藤田春香                | 小川太一                         | 池田和美 角田有希                   | 11月19日                         |                                  |                                  |                                  |                                  |                                  |                                  |                                  |                                  |                                  |                                  |                                  |                                  |                                  |                                  |                                  |                                  |                                  |                                  |
| 合宿2日目。下僕になった男子部員は雑用ばかりさせられ、練習させてもらえない。買い物に行った湊たちは、川に落ちた七緒の帽子を取りにいき、ずぶぬれになって帰ってくるが、部員同士連帯感が生まれてくる。翌日、森岡から団体戦の立ち順が発表され、湊は最後の射手「落ち」に選ばれる。 |                                  |                                  |                                  |                                  |                                     |                                  |                                  |                                  |                                  |                                  |                                  |                                  |                                  |                                  |                                  |                                  |                                  |                                  |                                  |                                  |                                  |                                  |                                  |                                  |
| 第六話 | 弓引く理由                       | 横手美智子                       | 山田尚子                         | 山田尚子                         | 高瀬亜貴子                          | 11月26日                         |                                  |                                  |                                  |                                  |                                  |                                  |                                  |                                  |                                  |                                  |                                  |                                  |                                  |                                  |                                  |                                  |                                  |                                  |
| テスト期間中、部活動は一週間休みになる。休み前の練習日、海斗は滝川に弓返りができないと相談する。弓道の強豪校・私立桐先高校では県大会予選出場選抜が行われ、一年生の藤原愁、菅原千一・万次兄弟が選ばれる。森岡と飲みにいった滝川は厳しかった祖父への思いを語る。テスト明け、県大会のプログラムを見た湊は愁の名前を見つける。 |                                  |                                  |                                  |                                  |                                     |                                  |                                  |                                  |                                  |                                  |                                  |                                  |                                  |                                  |                                  |                                  |                                  |                                  |                                  |                                  |                                  |                                  |                                  |                                  |
| 第七話 | 再、会                           | 吉野弘幸                         | 北之原孝將                       | 北之原孝將                       | 岡村公平                            | 12月3日                          |                                  |                                  |                                  |                                  |                                  |                                  |                                  |                                  |                                  |                                  |                                  |                                  |                                  |                                  |                                  |                                  |                                  |                                  |
| 県大会一日目は個人戦。会場に来た湊は桐先の千一・万次兄弟に早気をからかわれる。桐先中等部出身の湊と静弥は、愁とも再会する。個人戦には女子部員と海斗・七緒が出場。熱を出した白菊は実力を発揮できず、海斗も弓返りと愁を意識しすぎて的をはずす。瀬尾は本選進出。湊は子どものとき愁と出会って弓を始めたことを思い出す。 |                                  |                                  |                                  |                                  |                                     |                                  |                                  |                                  |                                  |                                  |                                  |                                  |                                  |                                  |                                  |                                  |                                  |                                  |                                  |                                  |                                  |                                  |                                  |                                  |
| 第八話 | 矢を向けて                       | 吉野弘幸                         | 石立太一                         | 太田稔                           | 明見裕子 池田和美                   | 12月10日                         |                                  |                                  |                                  |                                  |                                  |                                  |                                  |                                  |                                  |                                  |                                  |                                  |                                  |                                  |                                  |                                  |                                  |                                  |
| 県大会二日目。団体戦に出場する男子部員は一回戦で桐先とおなじ射場で勝負する。海斗は実力を出し切れず、遼平も弓が切れるアクシデントに見舞われ、湊は早気でさんざんな結果に終わる。七緒は一人落ち込む海斗を茶化して励ます。湊は海斗を見ながら、試合に勝つことだけを考えて早気になったことに気付く。二回戦、一射に集中した湊は綺麗な射を決める。他の部員たちも落ち着いて弓を引く。結果は40射20中だが予選を突破。愁は湊に声をかけ、自分と同じ高みに昇れるのは湊だけと語る。これを見た静弥は愁を咎めるが、「君は弓を愛していない」と言われてしまう。 |                                  |                                  |                                  |                                  |                                     |                                  |                                  |                                  |                                  |                                  |                                  |                                  |                                  |                                  |                                  |                                  |                                  |                                  |                                  |                                  |                                  |                                  |                                  |                                  |
| 第九話 | 明かせぬ手の内                   | 横手美智子                       | 河浪栄作                         | 河浪栄作                         | 西屋太志 岡村公平 池田和美          | 12月17日                         |                                  |                                  |                                  |                                  |                                  |                                  |                                  |                                  |                                  |                                  |                                  |                                  |                                  |                                  |                                  |                                  |                                  |                                  |
| 県大会本選目指して練習に励む男子部員。愁は弓の師匠・西園寺に風舞のことを報告。静弥は湊と出会い弓道を始めたことを思い返す。湊が交通事故後の定期健診で練習に遅れた日、突然の雨で練習は中断する。滝川は静弥の様子がおかしいことに気付き、「弓道は好きか」「弓引きに迷いはつきもの」と声をかける。静弥は「わかりません。ただ滝川さん、あなたが嫌いです」と答え道場を出る。 |                                  |                                  |                                  |                                  |                                     |                                  |                                  |                                  |                                  |                                  |                                  |                                  |                                  |                                  |                                  |                                  |                                  |                                  |                                  |                                  |                                  |                                  |                                  |                                  |
| 第十話 | 離れぬ心                         | 横手美智子                       | 武本康弘 山村卓也 藤田春香       | 武本康弘                         | 角田有希                            | 12月24日                         |                                  |                                  |                                  |                                  |                                  |                                  |                                  |                                  |                                  |                                  |                                  |                                  |                                  |                                  |                                  |                                  |                                  |                                  |
| 雨に濡れた静弥は熱で学校を休む。滝川は練習に身が入らない男子部員を神社の手伝いに誘う。滝川は厳しい祖父に「弓が好きか」と問われたことを思い出し、静弥を追い詰めたと反省する。湊は静弥に神社の御札を届けに行く途中、犬の散歩に出て歩道橋で座り込んでいる静弥を発見。弱気になった静弥は、もう湊に何もしてあげられないと言うが、湊は今度は自分が静弥を待つと励ます。翌日静弥は練習に復帰。滝川に「あなたが嫌いです」と笑顔を見せる。 |                                  |                                  |                                  |                                  |                                     |                                  |                                  |                                  |                                  |                                  |                                  |                                  |                                  |                                  |                                  |                                  |                                  |                                  |                                  |                                  |                                  |                                  |                                  |                                  |
| 第十一話 | 空筈の痛み                       | 吉野弘幸                         | 澤真平                           | 澤真平                           | 丸子達就 岡村公平                   | 2019年 1月7日                    |                                  |                                  |                                  |                                  |                                  |                                  |                                  |                                  |                                  |                                  |                                  |                                  |                                  |                                  |                                  |                                  |                                  |                                  |
| 滝川と森岡の話を立ち聞きした湊は、滝川が祖父への「復讐」のため風舞のコーチを引き受けたと知る。滝川は祖父・八坂八段と親しかったという西園寺のことを調べ、自宅を訪ねるがそこで湊と鉢合わせする。西園寺の弟子だった湊は、弓を再開したことを報告。西園寺は滝川に青森の弓引き・大曾根を訪ねることを勧める。滝川は湊に、早気を責められて祖父と絶縁したこと、早気を克服したが祖父が亡くなり弓を引く意味を失ったこと、弓をやめるため一万射を引き始めたが、湊に出会い最後の射を引かせることで再スタートし、祖父のような指導者にならないのが復讐だと明かす。滝川は大曾根に連絡を取ったが誘われたのは県大会前日の日。事情を知った部員たちは、滝川を送り出す。だが県大会当日、滝川が交通事故にあったとの知らせが入る。 |                                  |                                  |                                  |                                  |                                     |                                  |                                  |                                  |                                  |                                  |                                  |                                  |                                  |                                  |                                  |                                  |                                  |                                  |                                  |                                  |                                  |                                  |                                  |                                  |
| 第十二話 | 五本の矢                         | 吉野弘幸                         | 山田尚子 小川太一                | 小川太一                         | 池田和美 明見裕子                   | 1月14日                          |                                  |                                  |                                  |                                  |                                  |                                  |                                  |                                  |                                  |                                  |                                  |                                  |                                  |                                  |                                  |                                  |                                  |                                  |
| 事故を知らせにきた中崎は滝川が注文した鉢巻きを風舞部員に渡す。落ち込む男子部員は女子部員に叱咤激励されて発奮。スマホを預け、揃いの鉢巻きを締めて試合に臨むが苦戦する。今までにない「怖さ」を感じた湊は、その理由が自分が「落ち」であること、仲間の射を見ていなかったことに気付く。自分には仲間がいると気付いた湊はきれいな射を決める。風舞は同点の学校と決勝戦進出の試合を行うことになる。湊は焦る海斗たちに、滝川の教えを忘れ自分と仲間を信じようと呼びかける。風舞は次々に皆中を決め、決勝戦進出。病院の滝川に報告する。 |                                  |                                  |                                  |                                  |                                     |                                  |                                  |                                  |                                  |                                  |                                  |                                  |                                  |                                  |                                  |                                  |                                  |                                  |                                  |                                  |                                  |                                  |                                  |                                  |
| 第十三話 | かけがえのない                   | 横手美智子                       | 山村卓也                         | 太田稔 山村卓也                  | 門脇未来 池田和美 丸子達就 角田有希 | 1月21日                          |                                  |                                  |                                  |                                  |                                  |                                  |                                  |                                  |                                  |                                  |                                  |                                  |                                  |                                  |                                  |                                  |                                  |                                  |
| 風舞は決勝トーナメントを勝ち進み、ついに桐先と対戦する。接戦の末、風舞は桐先に勝利する。病院を抜け出した滝川は会場にかけつけ、試合を終えて喜ぶ部員たちを見守る。夜の夜多の森弓道場。怪我が治った滝川は湊に青森の話と祖父の思い出を語り、「一万射を返してもらう」と弓を引く。 |                                  |                                  |                                  |                                  |                                     |                                  |                                  |                                  |                                  |                                  |                                  |                                  |                                  |                                  |                                  |                                  |                                  |                                  |                                  |                                  |                                  |                                  |                                  |                                  |
| 第十四話 （OVA） | 矢場い                           | 横手美智子                       | 北之原孝將                       | 北之原孝將                       | 岡村公平 丸木宣明                   | -                                |                                  |                                  |                                  |                                  |                                  |                                  |                                  |                                  |                                  |                                  |                                  |                                  |                                  |                                  |                                  |                                  |                                  |                                  |
| 第2期『ツルネ -つながりの一射-』 |                                  |                                  |                                  |                                  |                                     |                                  |                                  |                                  |                                  |                                  |                                  |                                  |                                  |                                  |                                  |                                  |                                  |                                  |                                  |                                  |                                  |                                  |                                  |                                  |
| 第一話 | 夏への矢声                       | 横手美智子                       | 山村卓也                         | 山村卓也                         | 髙橋真梨子                          | 2023年 1月5日                    |                                  |                                  |                                  |                                  |                                  |                                  |                                  |                                  |                                  |                                  |                                  |                                  |                                  |                                  |                                  |                                  |                                  |                                  |
| 風舞高校弓道部は全国大会出場が決定。部活動が休止になる全校スポーツ大会の日も湊たちは弓が引きたくてたまらない。大会後、部員たちは夜多ノ森弓道場に押し掛け滝川に教えを乞う。滝川は「矢声（やごえ）」を出して弓を引かせる。練習後、湊は愁に電話。全国大会出場校は前哨戦の地方大会出場が控えていた。 |                                  |                                  |                                  |                                  |                                     |                                  |                                  |                                  |                                  |                                  |                                  |                                  |                                  |                                  |                                  |                                  |                                  |                                  |                                  |                                  |                                  |                                  |                                  |                                  |
| 第二話 | 気は、輪をかけるように           | 横手美智子                       | 山村卓也                         | 小川太一                         | 岡村公平                            | 1月12日                          |                                  |                                  |                                  |                                  |                                  |                                  |                                  |                                  |                                  |                                  |                                  |                                  |                                  |                                  |                                  |                                  |                                  |                                  |
| 桐先高では万次が早弾きを理由にレギュラーを辞退。千一も辞退する。地方大会当日、風舞は1回戦に余裕を持って臨み勝利する。矢をなくした凌平のために、湊は愁に矢を借りにいく。会場で湊は辻峰高校に進学した先輩・二階堂に出会う。 |                                  |                                  |                                  |                                  |                                     |                                  |                                  |                                  |                                  |                                  |                                  |                                  |                                  |                                  |                                  |                                  |                                  |                                  |                                  |                                  |                                  |                                  |                                  |                                  |
| 第三話 | 朝嵐が吹く                       | 横手美智子                       | 山村卓也                         | 北之原孝將                       | 引山佳代                            | 1月19日                          |                                  |                                  |                                  |                                  |                                  |                                  |                                  |                                  |                                  |                                  |                                  |                                  |                                  |                                  |                                  |                                  |                                  |                                  |
| 桐先、辻峰の見事な射に圧倒される風舞。風舞と辻峰が対戦するが自由な射形の辻峰に風舞はペースを乱し、湊は当てなければと焦る。風舞は辻峰に敗北。桐先は決勝戦で辻峰を抑えて優勝したが、二階堂は愁に「お前たちをつぶすために弓道を続けている」とささやく。学校に戻った風舞は試合の反省を求められるが、湊は「悪いところがわからないと反省しようがない」と反論。滝川は湊に弓を引くことを禁止する。 |                                  |                                  |                                  |                                  |                                     |                                  |                                  |                                  |                                  |                                  |                                  |                                  |                                  |                                  |                                  |                                  |                                  |                                  |                                  |                                  |                                  |                                  |                                  |                                  |
| 第四話 | 拍子の大離れ                     | 横手美智子                       | 石原立也                         | 石原立也                         | 池田和美                            | 1月26日                          |                                  |                                  |                                  |                                  |                                  |                                  |                                  |                                  |                                  |                                  |                                  |                                  |                                  |                                  |                                  |                                  |                                  |                                  |
| 湊は弓道場の外で延々ゴム引きの練習をさせられ不満をためこむ。海人は自分のせいで負けたと悩むが、七生は「引き受けすぎぎて周囲の負担になっている」と注意する。二階堂は指導者を入れず辻峰のチームを作りあげていた。湊は花沢が撮影した試合のビデオを見直し、当てようと焦るあまり射形が変わってしまったことに気づく。湊は滝川に報告するが滝川は答えをはぐらかし、湊を突き放す。 |                                  |                                  |                                  |                                  |                                     |                                  |                                  |                                  |                                  |                                  |                                  |                                  |                                  |                                  |                                  |                                  |                                  |                                  |                                  |                                  |                                  |                                  |                                  |                                  |
| 第五話 | 押し手、引い手                   | 吉野弘幸                         | 山村卓也                         | 河浪栄作                         | 髙橋真梨子                          | 2月2日                           |                                  |                                  |                                  |                                  |                                  |                                  |                                  |                                  |                                  |                                  |                                  |                                  |                                  |                                  |                                  |                                  |                                  |                                  |
| 黙々とゴム引きを続ける湊。従兄弟で幼馴染みの海人と七生の仲が険悪になる。ついに七生は練習をさぼるが海人の中学時代の弓道部員と出会い、海人の長所を聞く。静弥は海人に弓道場の鍵を渡し本音をぶつけあえと勧める。海人と七生二人だけの試合が暗くなるまで続き、本音をぶつけあった二人は弓が切れたのをきっかけに和解する。 |                                  |                                  |                                  |                                  |                                     |                                  |                                  |                                  |                                  |                                  |                                  |                                  |                                  |                                  |                                  |                                  |                                  |                                  |                                  |                                  |                                  |                                  |                                  |                                  |
| 第六話 | 姫反り成る                       | 吉野弘幸                         | 山村卓也                         | 北之原孝將                       | 岡村公平                            | 2月9日                           |                                  |                                  |                                  |                                  |                                  |                                  |                                  |                                  |                                  |                                  |                                  |                                  |                                  |                                  |                                  |                                  |                                  |                                  |
| 滝川は5人全員の「息合い」を合わせることを考えさせる。女子部員3人は市民弓道大会に出場。男子部員も観覧に行く。女子部員は3人立ちで3位入賞。湊は師匠の西園寺と再会。西園寺は今日の女子と県大会の男子は息合いができていたと褒める。神社での打ち上げのあと、滝川は湊に的前に立つことを許す。 |                                  |                                  |                                  |                                  |                                     |                                  |                                  |                                  |                                  |                                  |                                  |                                  |                                  |                                  |                                  |                                  |                                  |                                  |                                  |                                  |                                  |                                  |                                  |                                  |
| 第七話 | 的射る心                         | 横手美智子                       | 山村卓也                         | 太田稔                           | 門脇未来 引山佳代                   | 2月16日                          |                                  |                                  |                                  |                                  |                                  |                                  |                                  |                                  |                                  |                                  |                                  |                                  |                                  |                                  |                                  |                                  |                                  |                                  |
| 息合いをあわせるため試行錯誤する湊たち。的中数が少なく引け目を感じる凌平は愁の家に矢を返しに行き、愁の弓引きを見て決意を新たにする。 |                                  |                                  |                                  |                                  |                                     |                                  |                                  |                                  |                                  |                                  |                                  |                                  |                                  |                                  |                                  |                                  |                                  |                                  |                                  |                                  |                                  |                                  |                                  |                                  |
| 第八話 | 矢筋道                           | 横手美智子                       | 山村卓也                         | 石原立也                         | 徳山珠美                            | 2月23日                          |                                  |                                  |                                  |                                  |                                  |                                  |                                  |                                  |                                  |                                  |                                  |                                  |                                  |                                  |                                  |                                  |                                  |                                  |
| 風舞は桐先高校で合同練習に参加。千一万次は愁と凌平が親しいのに驚く。辻峰の二階堂は部員の希望を受けて弓道部合宿を決める。風舞と桐先は模擬試合を行う。試合後、万次のレギュラー復帰が決定。桐先寮で両校の懇親会が行われる。 |                                  |                                  |                                  |                                  |                                     |                                  |                                  |                                  |                                  |                                  |                                  |                                  |                                  |                                  |                                  |                                  |                                  |                                  |                                  |                                  |                                  |                                  |                                  |                                  |
| 第九話 | 裏反る意志                       | 吉野弘幸                         | 石原立也                         | 以西芽衣                         | 髙橋真梨子                          | 3月2日                           |                                  |                                  |                                  |                                  |                                  |                                  |                                  |                                  |                                  |                                  |                                  |                                  |                                  |                                  |                                  |                                  |                                  |                                  |
| 風舞は弓道場つきの旅館で合宿するが辻峰と鉢合わせして同じ弓道場で練習する。風舞は女子の声かけで決勝の息合いをトレースする練習をする。二階堂は叔父の茂幸（声 - 遠藤大智）が西園寺に弟子入りを断られ病気に倒れ、湊と愁が弟子入り許可されていたのを恨んでいた。滝川は二階堂に共射会を持ちかける。 |                                  |                                  |                                  |                                  |                                     |                                  |                                  |                                  |                                  |                                  |                                  |                                  |                                  |                                  |                                  |                                  |                                  |                                  |                                  |                                  |                                  |                                  |                                  |                                  |
| 第十話 | 勝手な夜明け                     | 吉野弘幸                         | 河浪栄作                         | 河浪栄作                         | 岡村公平                            | 3月9日                           |                                  |                                  |                                  |                                  |                                  |                                  |                                  |                                  |                                  |                                  |                                  |                                  |                                  |                                  |                                  |                                  |                                  |                                  |
| 風舞は辻峰の不破に立合いの秘密を聞き、立合い順を変えるなど工夫を重ねる。湊は二階堂の様子がおかしいのに気付き愁に連絡。湊は二階堂と宿のエレベーターに閉じ込められる。そこへ二階堂の叔父が入院したと電話が入り、湊は二階堂の私怨の理由を知る。二階堂は滝川の車で病院に駆けつけ、自身の感情も解ける。翌日、風舞と辻峰は合宿を終える。 |                                  |                                  |                                  |                                  |                                     |                                  |                                  |                                  |                                  |                                  |                                  |                                  |                                  |                                  |                                  |                                  |                                  |                                  |                                  |                                  |                                  |                                  |                                  |                                  |
| 第十一話 | 息合う場所                       | 横手美智子                       | 太田稔                           | 太田稔                           | 徳山珠美                            | 3月16日                          |                                  |                                  |                                  |                                  |                                  |                                  |                                  |                                  |                                  |                                  |                                  |                                  |                                  |                                  |                                  |                                  |                                  |                                  |
| 全国大会が始まる。風舞、桐先、辻峰は同じ宿舎になる。風舞と辻峰の試合直前、湊は爪が割れてしまう。動揺した静弥たちは的をはずしてしまうが、湊は落ち着いて弓を弾き、風舞はリズムを取り戻す。試合に勝利した部員たちに、滝川は自分たちらしい息合いをつかめたと褒める。 |                                  |                                  |                                  |                                  |                                     |                                  |                                  |                                  |                                  |                                  |                                  |                                  |                                  |                                  |                                  |                                  |                                  |                                  |                                  |                                  |                                  |                                  |                                  |                                  |
| 第十二話 | 繋がりの一射                     | 横手美智子                       | 山村卓也                         | 山村卓也                         | 門脇未来                            | 3月23日                          |                                  |                                  |                                  |                                  |                                  |                                  |                                  |                                  |                                  |                                  |                                  |                                  |                                  |                                  |                                  |                                  |                                  |                                  |
| 桐先と風舞が対戦する。湊の胸に西園寺の元で弓をはじめた思い出が去来する。結果は同点で延長戦になる。風舞は敗北し、桐先が優勝。だが湊は勝ち負けを越えた充実した気持ちでいた。 |                                  |                                  |                                  |                                  |                                     |                                  |                                  |                                  |                                  |                                  |                                  |                                  |                                  |                                  |                                  |                                  |                                  |                                  |                                  |                                  |                                  |                                  |                                  |                                  |
| 第十三話 | 気、祓う鳴弦                     | 松田はる菜                       | 北之原孝將                       | 河浪栄作                         | 丸木宣明                            | 3月30日                          |                                  |                                  |                                  |                                  |                                  |                                  |                                  |                                  |                                  |                                  |                                  |                                  |                                  |                                  |                                  |                                  |                                  |                                  |
| 風舞男子5人はまたも「下僕」となり夜多神社の「あまつ星祭り」の手伝いに駆り出される。手伝いを終えた湊たちは祭りに来た桐先部員たちと夜店を楽しみ語らう。夜、滝川と湊たちは納射の儀を務める。矢声とともに弓を引きながらこれまでを振り返る部員たち。無事役目を終えた部員たちは滝川に礼を言って帰宅する。 |                                  |                                  |                                  |                                  |                                     |                                  |                                  |                                  |                                  |                                  |                                  |                                  |                                  |                                  |                                  |                                  |                                  |                                  |                                  |                                  |                                  |                                  |                                  |                                  |

### 放送局
| 放送期間                       | 放送時間                     | 対象地域                     | 備考     |
| ------------------------------ | ---------------------------- | ---------------------------- | -------- |
| 2018年10月22日 - 2019年1月21日 | 月曜 0:10 - 0:35（日曜深夜） | 日本全域（近畿広域圏を除く） | 字幕放送 |
|                                | 月曜 0:50 - 1:15（日曜深夜） | 近畿広域圏                   | 字幕放送 |

| 配信開始日     | 配信時間                   | 配信サイト         |
| -------------- | -------------------------- | ------------------ |
| 2018年10月30日 | 火曜 0:00（月曜深夜） 更新 | dアニメストア      |
| 2018年10月31日 | 水曜 12:00 更新            | U-NEXT アニメ放題  |
| 2018年11月21日 |                            | バンダイチャンネル |

| 放送期間               | 放送時間                     | 放送局         | 対象地域   | 備考                                 |
| ---------------------- | ---------------------------- | -------------- | ---------- | ------------------------------------ |
| 2023年1月5日 - 3月30日 | 木曜 0:00 - 0:30（水曜深夜） | TOKYO MX       | 東京都     |                                      |
|                        | 木曜 2:14 - 2:44（水曜深夜） | 朝日放送テレビ | 近畿広域圏 | 『水曜アニメ〈水もん〉』第1部        |
| 2023年1月6日 - 3月31日 | 金曜 0:00 - 0:30（木曜深夜） | BS11           | 日本全域   | BS放送 / 『ANIME+』枠                |
|                        | 金曜 22:00 - 22:30           | AT-X           | 日本全域   | CS放送 / 字幕放送 / リピート放送あり |

インターネットでは朝日放送テレビでの放送終了後に、DMM TV、J:COMオンデマンド、TELASA、milplus、auスマートパスプレミアム、FOD、バンダイチャンネル、Hulu、U-NEXT、アニメ放題、TVer、ABEMA、Amazon Prime Video、GYAO!、NTTぷらら、dアニメストア（本店・ニコニコ支店・for Prime Video）にて配信される。

### BD / DVD
| 巻 | 発売日       | 収録話          | 規格品番   | 規格品番   |
| 巻 | 発売日       | 収録話          | BD         | DVD        |
| -- | ------------ | --------------- | ---------- | ---------- |
| 1  | 2019年1月9日 | 第1話 - 第3話   | PCXE-50871 | PCBE-56071 |
| 2  | 2019年2月6日 | 第4話 - 第6話   | PCXE-50872 | PCBE-56072 |
| 3  | 2019年3月6日 | 第7話 - 第9話   | PCXE-50873 | PCBE-56073 |
| 4  | 2019年4月3日 | 第10話 - 第12話 | PCXE-50874 | PCBE-56074 |
| 5  | 2019年5月1日 | 第13話 - 第14話 | PCXE-50875 | PCBE-56075 |

| 巻 | 発売日        | 収録話          | 規格品番     | 規格品番   | 規格品番   |
| 巻 | 発売日        | 収録話          | BD初回特別版 | BD         | DVD        |
| -- | ------------- | --------------- | ------------ | ---------- | ---------- |
| 1  | 2023年3月15日 | 第1話 - 第5話   | PCXE-51041   | PCXE-51051 | PCBE-56531 |
| 2  | 2023年4月19日 | 第6話 - 第9話   | PCXE-51042   | PCXE-51052 | PCBE-56532 |
| 3  | 2023年5月17日 | 第10話 - 第13話 | PCXE-51043   | PCXE-51053 | PCBE-56533 |

| NHK総合 ※大阪局管轄エリアのみ遅れネット 月曜 0:10 - 0:35（日曜深夜） | NHK総合 ※大阪局管轄エリアのみ遅れネット 月曜 0:10 - 0:35（日曜深夜） | NHK総合 ※大阪局管轄エリアのみ遅れネット 月曜 0:10 - 0:35（日曜深夜） |
| 前番組                                                               | 番組名                                                               | 次番組                                                               |
| -------------------------------------------------------------------- | -------------------------------------------------------------------- | -------------------------------------------------------------------- |
| つくもがみ貸します                                                   | ツルネ -風舞高校弓道部-                                              | ピアノの森（第2シリーズ）                                            |

## 劇場アニメ
『劇場版ツルネ -はじまりの一射-』（げきじょうばんツルネ はじまりのいっしゃ）のタイトルで、2022年8月19日に公開。

### スタッフ（劇場）
- 原作 - 綾野ことこ[34]
- 監督・脚本 - 山村卓也[34]
- 脚本監修 - 横手美智子[34]
- キャラクターデザイン - 門脇未来[34]
- 総作画監督 - 丸木宣明[34]
- 美術監督 - 落合翔子[34]
- 3D美術 - 篠原睦雄[34]
- 色彩設計 - 泰あずみ[34]
- 小物設定 - 唐田洋[34]
- 撮影監督 - 船本孝平[34]
- 3D監督 - 山本倫[34]
- 音響監督 - 鶴岡陽太[34]
- 音楽 - 横山克[34]
- アニメーション制作 - 京都アニメーション[34]
- 製作 - ツルネ製作委員会[34]
- 配給 - 松竹[34]